# Robert Hooke
Robert Hooke (Reino Unido: /ˈɹɒbət hʊk/; Freshwater, Isla de Wight 18 de juliojul./ 28 de julio de 1635greg.-Londres, 3 de juliojul./ 14 de julio de 1703greg.) fue un polímata, físico y científico inglés, considerado uno de los científicos experimentales más importantes de la historia de la ciencia, polemista incansable con un genio creativo de primer orden. Sus intereses abarcaron campos tan dispares como la biología, la medicina, la horología (cronometría), la física planetaria, la mecánica de sólidos deformables, la microscopía, la náutica y la arquitectura. Se le atribuye ser uno de los primeros científicos en investigar seres vivos a escala microscópica en 1665, utilizando un microscopio compuesto que él mismo diseñó. Hooke fue un investigador científico empobrecido en su juventud que se convirtió en uno de los científicos más importantes de su tiempo. Después del Gran Incendio de Londres en 1666, Hooke (como agrimensor y arquitecto) alcanzó riqueza y estima al realizar más de la mitad de los estudios de los límites de propiedad y ayudar con la rápida reconstrucción de la ciudad. A menudo vilipendiado por escritores en los siglos posteriores a su muerte, su reputación fue restaurada a fines del siglo XX y ha sido llamado «el Leonardo [da Vinci] de Inglaterra».
Participó en la creación de la primera sociedad científica de la historia, la Royal Society de Londres,de la que fue miembro y, desde 1662, su primer curador de experimentos y también secretario en 1677. De 1665 a 1703, también fue profesor de geometría en el Gresham College. Hooke comenzó su carrera científica como asistente del científico Robert Boyle. Hooke construyó las bombas de vacío que se utilizaron en los experimentos de Boyle sobre la ley de los gases y también realizó experimentos. En 1664, Hooke identificó las rotaciones de Marte y Júpiter. El libro de Hooke de 1665 Micrographia, en el que acuñó el término célula, alentó las investigaciones microscópicas. Al investigar la óptica, específicamente la refracción de la luz, Hooke dedujo una teoría ondulatoria de la luz. La suya es la primera hipótesis de la que haya registro sobre la causa de la expansión de la materia por el calor, de la composición del aire por pequeñas partículas en constante movimiento que generan así su presión, y del calor como energía.
En física, Hooke dedujo que la gravedad obedece a una ley de la inversa del cuadrado y posiblemente fue el primero en plantear la hipótesis de tal relación en el movimiento planetario, un principio que Isaac Newton promovió y formalizó en la ley de gravitación universal de Newton. Sus polémicas con Newton acerca de la paternidad de esta ley han pasado a formar parte de la historia de la ciencia: parece ser que Hooke era muy prolífico en ideas originales que luego rara vez desarrollaba. En geología y paleontología, Hooke originó la teoría de un globo terráqueo, cuestionando así la perspectiva bíblica de la edad de la Tierra. También planteó la hipótesis de la extinción de las especies y argumentó que las colinas y las montañas se habían elevado por procesos geológicos. Al identificar fósiles de especies extintas, Hooke presagió la teoría de la evolución biológica.
Pese al prestigio que alcanzó en el ámbito de la ciencia, sus restos yacen en la iglesia de St Helen (Bishopsgate), en la City de Londres, pero se desconoce la ubicación exacta de su tumba.
En los últimos años, algunos historiadores y científicos han puesto gran empeño en reivindicar a este «genio olvidado», por usar las palabras de uno de sus biógrafos, Stephen Inwood. En el año 2003, al cumplirse el tercer centenario de la muerte de Hooke, el Real Observatorio de Greenwich (situado en Londres) exhibió algunos de sus extraordinarios inventos y hallazgos.

## Biografía
La mayoría de lo que se conoce de los primeros años de Hooke proviene de su Autobiografía, que comenzó en 1696 y nunca llegó a terminar. Richard Waller la mencionó en su introducción a The Posthumous Works of Robert Hooke, M. D. S. R. S. / Los Trabajos Póstumos de Robert Hooke, M. D. S. R. S., obra impresa en 1705. El trabajo de Waller, junto con Lives of the Gresham Professors / Vidas de los Profesores de Gresham de John Ward, y con Brief Lives / Vidas Breves de John Aubrey, forman el trío de grandes obras biográficas escritas por los contemporáneos de Hooke.

### Primeros años de vida

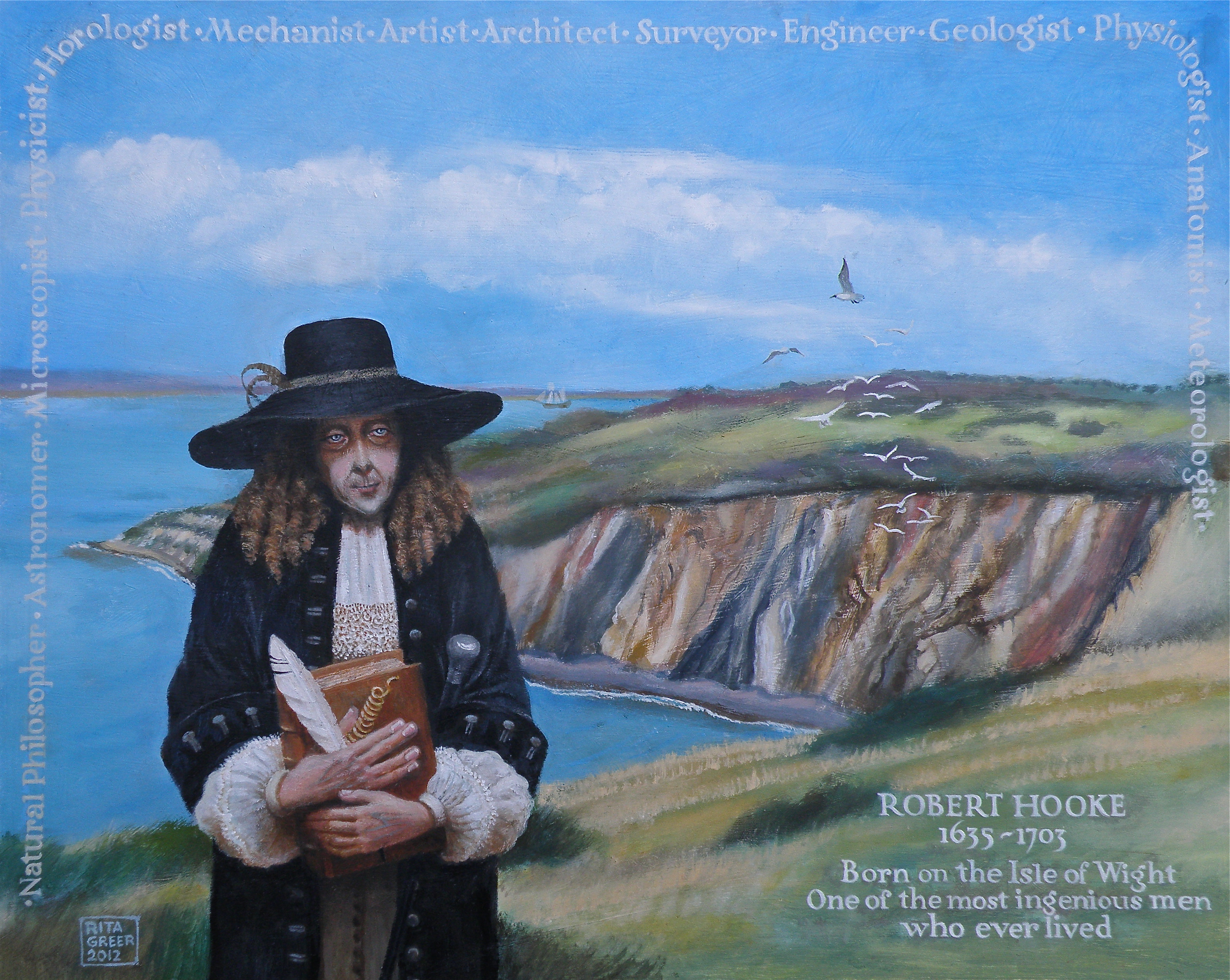
Retrato conmemorativo de Robert Hooke en Alum Bay, Isla de Wight, su lugar de nacimiento, por Rita Greer (2012).

Robert Hooke nació el 18 de julio del 1635 (según el calendario juliano) en Freshwater en la Isla de Wight, hijo de John Hooke y de Cecily Gyles. Robert fue el menor de cuatro hijos, dos chicos y dos chicas, y había una diferencia de siete años entre él y su otro hermano más joven. Su padre era clérigo de la iglesia de Inglaterra, párroco de la Iglesia de Todos los Santos de Freshwater, y sus dos hermanos (tíos de Robert) también fueron ministros. John Hooke también estuvo a cargo de una escuela local y así fue capaz de enseñar a Robert, al menos en parte en su casa (tal vez debido a la salud frágil del niño). Era partidario de la monarquía, y casi con seguridad un miembro de un grupo que fue a presentar sus respetos a Carlos I de Inglaterra cuando se escapó a la isla de Wight. Robert, que en principio se educó con la expectativa de convertirse en clérigo como su padre, también creció para ser un acérrimo monárquico.
En su juventud, Robert Hooke estuvo fascinado por la observación, las obras mecánicas y el dibujo, intereses que mantendría de diversas maneras a lo largo de su vida. Desmontó un reloj de latón y construyó una réplica de madera que, según se cuenta, funcionaba "bien". Aprendió a dibujar, utilizando carboncillos, tizas y pasta de óxido de hierro preparados por él mismo.
Cuando murió su padre en 1648, Robert heredó una suma de cuarenta libras que le permitió costearse su educación; con su mala salud crónica pero con una temprana y evidente facilidad para la mecánica (en lo que se mostró similar a Newton), su padre tenía en mente que podría convertirse en relojero o en ilustrador, aunque también estuvo interesado en la pintura. Hooke era un estudiante muy apto y, aunque viajó a Londres para ser aprendiz y estudió brevemente con Samuel Cowper y Peter Lely, pronto pudo ingresar en la Westminster School en Londres, bajo la tutela de Richard Busby. Hooke rápidamente dominó el latín y el griego, estudió el hebreo y conocía a fondo los Elementos de Euclides, embarcándose en el estudio permanente de la mecánica.
Parece ser que Hooke formó parte de un grupo de estudiantes que Busby educó en paralelo al curso principal de la escuela. Fuentes contemporáneas afirman que «se le veía poco» por la escuela, y esto parece también ser cierto de los demás estudiantes en una posición similar. Busby, un monárquico ferviente y abierto (hizo que la escuela observase un día de ayuno en el aniversario de la decapitación del rey), trató de preservar por todos los medios el espíritu naciente de la investigación científica que había comenzado a florecer en la Inglaterra del Rey Carlos, pero que estaba en desacuerdo con las enseñanzas bíblicas literales del Protectorado puritano.

### Oxford
En 1653, Hooke (quien también había realizado un curso de veinte lecciones musicales sobre el órgano) había logrado formar parte del coro en la Christ Church de Oxford. Thomas Willis, por quien Hooke desarrolló una gran admiración, le dio empleo como ayudante de química. Allí se reunió con el filósofo natural Robert Boyle y obtuvo empleo como su asistente desde 1655 a 1662, años en los que se llevó a cabo la construcción, operación y demostración de la machina Boyleana o bomba de aire de Boyle. En 1659 Hooke describió algunos elementos de un método de vuelo a Wilkins, pero concluyó que los músculos humanos eran insuficientes para la tarea. No obtuvo su maestría en Oxford hasta 1662 o 1663.
Hooke caracteriza sus días en Oxford como la base de su pasión por la ciencia, y los amigos que allí hizo fueron de primordial importancia para su carrera, particularmente el arquitecto Christopher Wren. Wadham estaba entonces bajo la dirección de John Wilkins, que tuvo un profundo impacto en Hooke y quienes lo rodeaban. Wilkins, al igual que Busby, también era un monárquico convencido, agudamente consciente de la confusión y la incertidumbre de los tiempos. Tenía un sentido de urgencia en la conservación de los trabajos científicos que consideraba amenazados por el fanatismo del Protectorado. Las "reuniones filosóficas" celebradas en el estudio de Wilkins fueron científica e intelectualmente de importancia, y, aunque no han sobrevivido registros de su contenido, se exceptúan los experimentos de Boyle realizados en 1658 y publicados en 1660. Este grupo pasó a formar el núcleo de la Royal Society. Hooke desarrolló una bomba de aire para los experimentos de Boyle basada en la bomba de Ralph Greatorex, que era considerado, en palabras de Hooke, «demasiado bruto para realizar cualquier gran tarea».
Se sabe que Hooke tenía una intuición especial y era un hábil matemático, virtudes no aplicables a Boyle. Gunther sugiere que Hooke probablemente hizo las observaciones y también pudo haber desarrollado las matemáticas de la Ley de Boyle-Mariotte. No obstante, está claro que Hooke era un valioso asistente de Boyle y los dos se profesaban un gran respeto mutuo.
Una copia de la obra pionera de Willis titulada De anima brutorum, regalo del autor, fue elegida por Hooke de la biblioteca de Wilkins a su muerte como un recuerdo de John Tillotson. Este libro está ahora en la Wellcome Library. El libro y su inscripción de la mano de Hooke son un testamento que refleja la influencia duradera de Wilkins y su círculo sobre el joven Hooke.

### Royal Society
La Royal Society fue fundada en 1660, y en abril de 1661 ya debatía un tratado corto sobre la salida del agua en tubos de vidrio delgados, en el que Hooke informó de que la altura a la que se levanta el agua estaba relacionada con el diámetro del tubo (por lo que ahora se denomina capilaridad). Su explicación de este fenómeno fue posteriormente publicada en la Micrography Observ., documento en el que también exploró la naturaleza de «la fluidez de la gravedad». El 5 de noviembre de 1661, Sir Robert Moray propuso que se nombrase un encargado de equipar a la sociedad con aparataje para experimentos, aprobándose por unanimidad la designación de Hooke para el cargo. Su nombramiento se hizo el 12 de noviembre, haciendo constar su agradecimiento a Boyle.
En 1664, Sir John Cutler estableció una gratificación anual de 50 libras en la sociedad para la creación de una Conferencia de Mecánica, asignándose a Hooke esta tarea. En 27 de junio de 1664 fue confirmado en el cargo y el 11 de enero de 1665 fue nombrado Curador de Oficio de por vida, con un sueldo adicional de 30 libras anuales dotadas por Cutler.
El papel de Hooke en la Royal Society era realizar demostraciones de experimentos, por sus propios métodos, o a sugerencia de los miembros. Entre sus actividades más tempranas estuvieron las discusiones sobre la naturaleza del aire, la implosión de burbujas de cristal que habían sido selladas una vez rellenadas con aire caliente, y la demostración de que la pabulum vitae y la flammae eran lo mismo. También demostró que un perro podría ser mantenido vivo con su tórax abierto, siempre y cuando se bombease aire dentro y fuera de sus pulmones, observando la diferencia entre la sangre venosa y la arterial. Así mismo, se realizaron experimentos sobre el tema de la gravedad, la caída de objetos, el peso de los cuerpos y la medición de la presión atmosférica a diferentes alturas y péndulos de hasta 60 m de longitud.
Se idearon instrumentos para medir hasta un segundo de arco en el movimiento del sol o de otras estrellas, para medir la fuerza de la pólvora, y en particular un motor para tallar engranajes para relojes mucho más finos que los que se podían hacer a mano, una invención que tras la muerte de Hooke se mantuvo en constante uso.
En 1663 y 1664, Hooke realizó observaciones de microscopia, compiladas posteriormente en Micrographia (1665).

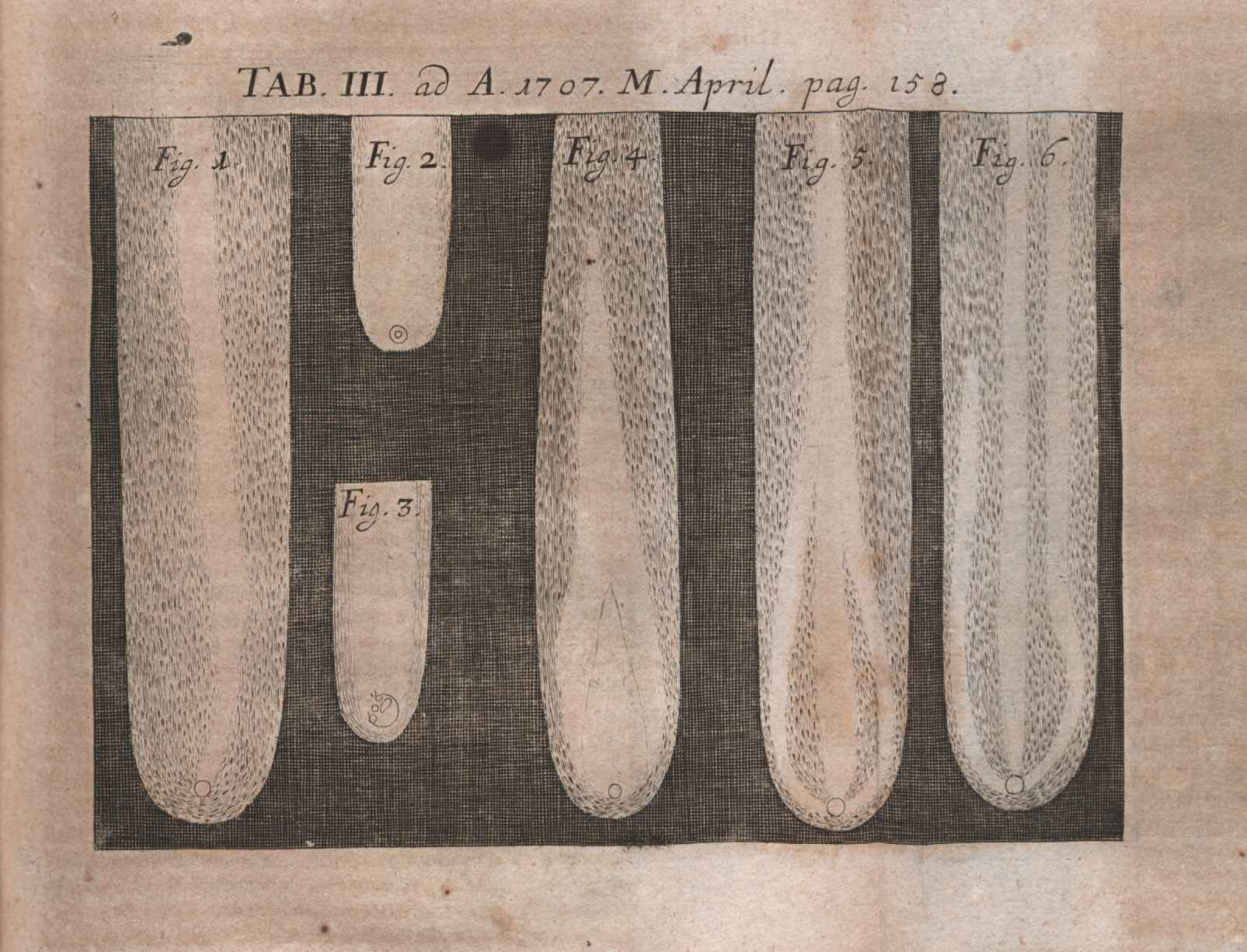
Ilustración incluida en The posthumous works of Robert Hooke… (Acta eruditorum, 1707).

El 20 de marzo de 1664, Hooke sucedió a Arthur Dacres como Profesor de Geometría Gresham. Recibió el grado de Doctor de física en diciembre de 1691.

### Hooke y Newcomen
Existe una historia ampliamente divulgada sobre que Hooke mantuvo correspondencia con Thomas Newcomen en relación con la invención de Newcomen del motor de vapor. Esta historia fue discutida por Rhys Jenkins, Presidente de la Sociedad de Newcomen, en 1936. Jenkins rastreó el origen de la historia hasta un artículo titulado «Motores de vapor» firmado por John Robison (1739-1805) en la tercera edición de la Enciclopedia británica, que dice que «se han encontrado entre los papeles de Hooke, en posesión de la Royal Society, algunas notas de las observaciones, para el uso de Newcomen, su compatriota, en los que se describía el método de Papin para transmitir a gran distancia la acción de un molino por medio de tuberías», y que Hooke había disuadido a Newcomen de construir una máquina según este principio. Jenkins señala una serie de errores en el artículo de Robison y pregunta si el corresponsal pudo haber sido de hecho Isaac Newton, cuyo nombre podría haber sido confundido con el de Newcomen. Una investigación de H. W. Dickinson sobre los documentos de Hooke en poder de la Royal Society, que habían sido archivados a mediados del siglo XVIII, es decir, antes de Robison, y cuidadosamente conservados desde entonces, no reveló ningún rastro de correspondencia entre Hooke y Newcomen. Jenkins llegó a la conclusión de que «… esta historia debe ser omitida de la historia del motor de vapor, en cualquier caso hasta que pudiera aparecer alguna evidencia documental».
En los años transcurridos desde 1936 no se ha encontrado tal evidencia, pero la historia continúa. Por ejemplo, en un libro publicado en 2011 se afirma que en una carta fechada en 1703, Hooke sugirió a Newcomen que usara la condensación del vapor para impulsar el pistón.

## Personalidad y conflictos
Hooke era irascible, por lo menos en su vida adulta, orgulloso, y propenso a mostrarse sombrío con sus competidores intelectuales, aunque a todas luces también fue un amigo leal y un firme aliado de los miembros del círculo de monárquicos ardientes con los que coincidió en el Wadham College de Oxford, particularmente con Christopher Wren. La mala reputación que le persiguió después de su muerte popularmente se atribuye a su disputa con Isaac Newton relativa al crédito por su trabajo sobre la gravitación, los planetas y en menor grado, la teoría sobre la luz. Su disputa con Oldenburg acerca de si había filtrado o no a otros los detalles del escape del reloj ideado por Hooke, ha pasado a ser otro ejemplo bien conocido.
Newton, como Presidente de la Royal Society, hizo mucho para eclipsar a Hooke. Entre otras cosas, se dice que destruyó el único retrato conocido de su rival (o en su defecto, que no hizo nada por preservarlo). Tampoco ayudó a reconocer la figura de Hooke que la primera biografía de Wren, Parentalis, fuera escrita por el hijo de Wren, por lo que tiende a exagerar el trabajo de Wren sobre todos los demás. La reputación de Hooke fue restablecida durante el siglo XX a través de los estudios de Robert Gunther y Margaret 'Espinasse. Después de un largo periodo de relativa oscuridad, ha sido reconocido como uno de los más importantes científicos de su época.
Hooke era capaz de utilizar texto cifrado para proteger sus logros. Como curador de experimentos de la Royal Society, era responsable de demostrar muchas ideas enviadas a la sociedad, y hay pruebas de que posteriormente asumiría algún crédito por ellas. Hooke también permaneció inmensamente ocupado, por lo que no tuvo demasiado tiempo para poder profundizar en sus propios hallazgos. Era una época de enormes progresos científicos, en la que numerosos descubrimientos fueron desarrollados en varios lugares simultáneamente.
Nada de esto debe distraer de la inventiva de Hooke, su notable facilidad experimental y su gran capacidad de trabajo. Sus ideas sobre la gravitación y su reclamación de prioridad de la ley de cuadrados inversos, se describen a continuación. Obtuvo un gran número de patentes para las invenciones y mejoras en los campos de la elasticidad, la óptica y la barometría. Los nuevos escritos de Hooke descubiertos en la Real Sociedad (desaparecidos tras la presidencia de Newton) han abierto una revaluación moderna del científico.

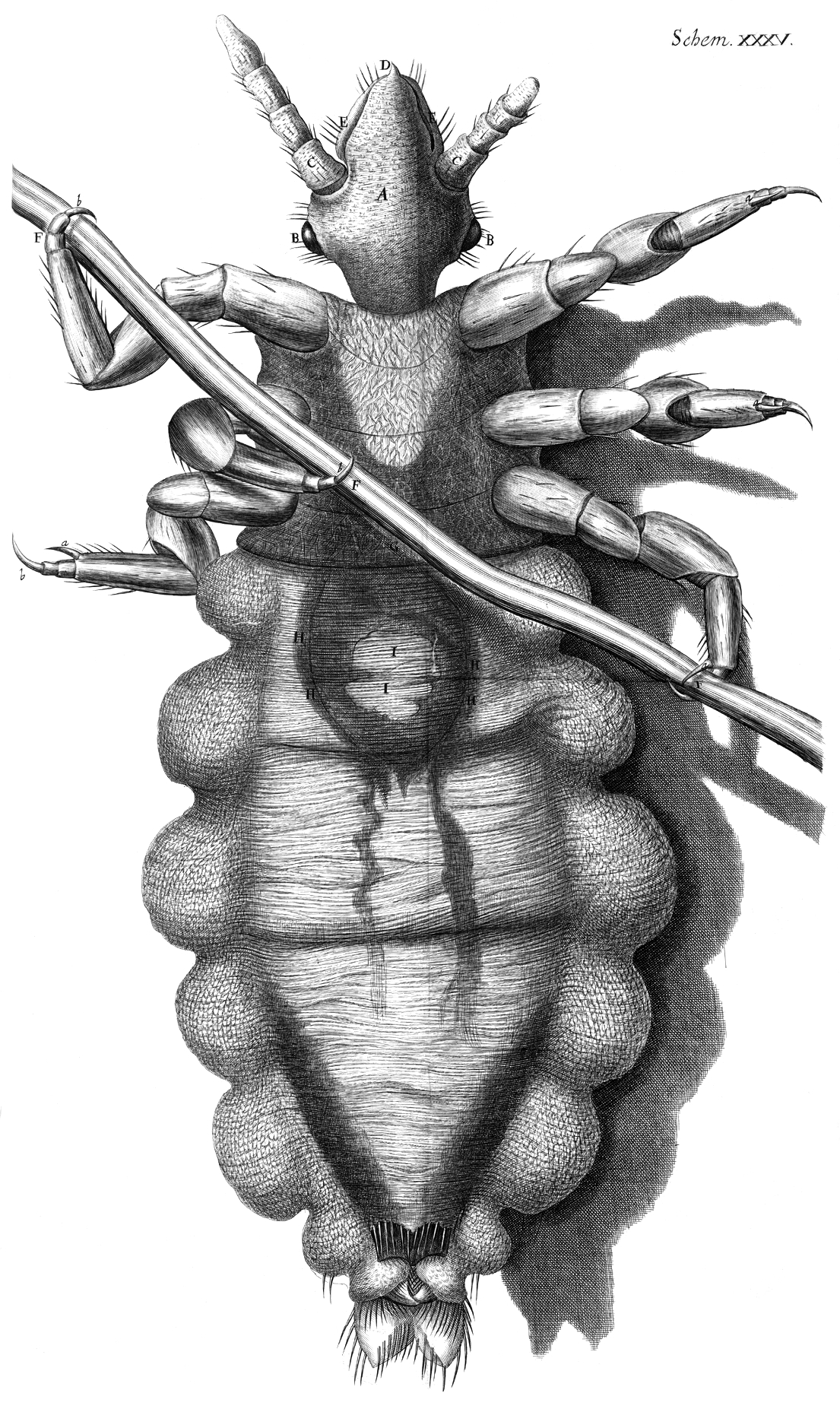
Diagrama de una phthiraptera (Micrographia).

Mucho se ha escrito sobre el lado desagradable de su personalidad, a partir de los comentarios de su primer biógrafo, Richard Waller, quien afirmaba que Hooke era «en persona despreciable» y «melancólico, desconfiado y celoso». Waller ha influido en otros escritores durante más de dos siglos, de forma que la imagen que se ha proyectado de Hooke es la de un cascarrabias malhumorado, egoísta y antisocial; dominado por su interés por los libros y los artículos antiguos. Por ejemplo, Arthur Berry dijo que Hooke «Reclamó el crédito para la mayoría de los descubrimientos científicos de la época». Sullivan escribió que Hooke «claramente carecía de escrúpulos» y que poseía una «vanidad aprensiva inquieta» en relación con Newton. Manuel utilizó la frase «arisco, envidioso y vengativo» en su descripción. More lo describió como de «temperamento cínico» y con una «lengua cáustica». Andrade fue más comprensivo, pero todavía utilizó los adjetivos «difícil», «sospechoso» y «de colon irritable» en la descripción de Hooke.
La publicación del Diario de Hooke en 1935 reveló otras facetas personales, que 'Espinasse, en concreto, ha detallado cuidadosamente. Escribe que «el cuadro que se pinta generalmente de Hooke como un personaje solitario, triste y envidioso es completamente falso». Hooke se relacionó con artesanos conocidos como el relojero Thomas Tompion y con Christopher Cocks (Cox), un fabricante de instrumentos. Se reunió a menudo con Christopher Wren, con quien compartía muchos intereses y tuvo una amistad duradera con John Aubrey. Los diarios de Hooke también hacen referencia frecuente a reuniones en cafés y tabernas y a cenas con Robert Boyle. Tomó té en muchas ocasiones con su asistente de laboratorio, Harry Hunt. Dentro de su familia, Hooke tuvo una sobrina y un primo en su casa, a los que enseñó matemáticas.
Robert Hooke pasó su vida en gran parte en la isla de Wight, en Oxford y en Londres. Nunca se casó, pero su Diario muestra que no carecía del afecto de otros. Murió el 3 de marzo de 1703 en Londres, y se encontró en su habitación del Gresham College un cofre que contenía 8000 libras en monedas y oro. Y, aunque había hablado de dejar un legado generoso a la Royal Society para que esta diese su nombre a una biblioteca, laboratorio y aula de conferencias, en su testamento dejó el dinero a una prima analfabeta, Elizabeth Stephens. Fue enterrado en St Helen's Bishopsgate, pero la localización exacta de su tumba se desconoce.

## Obra científica

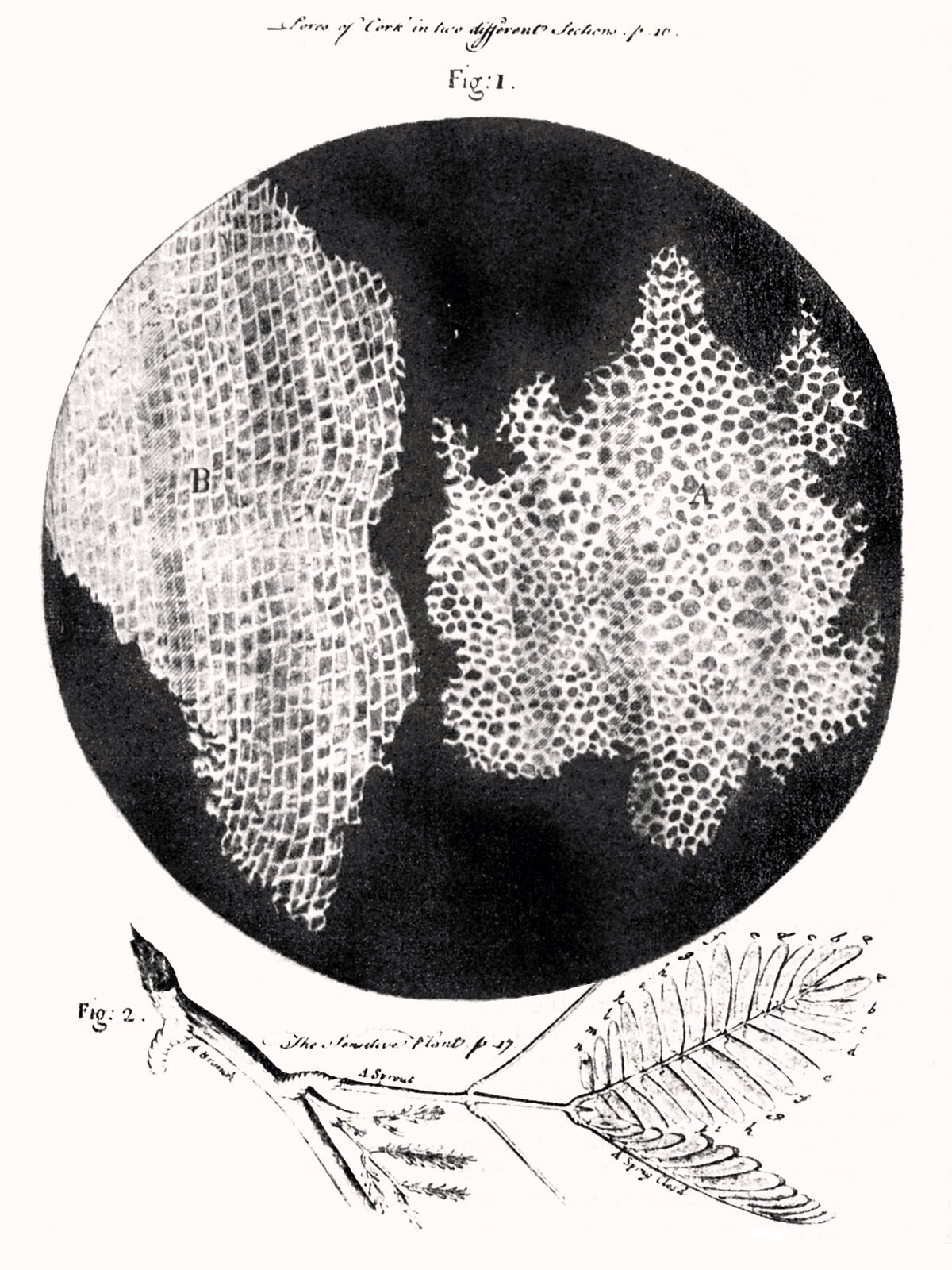
Células en el corcho (arriba), en Micrographia (1665).

En 1665, mientras trabajaba como ayudante de Robert Boyle, formuló lo que hoy se denomina ley de elasticidad de Hooke, que describe cómo un cuerpo elástico se estira de forma proporcional a la fuerza que se ejerce sobre él, lo que dio lugar a la invención del resorte helicoidal o muelle.
En 1665 publicó el libro Micrographia, la descripción de 50 observaciones microscópicas y telescópicas con detallados dibujos. Este libro contiene por primera vez la palabra célula (inspirada en su recuerdo de las celdas de los monjes), y en él se apunta una explicación plausible acerca de los fósiles.
Hooke descubrió las células observando en el microscopio una lámina de corcho, dándose cuenta de que estaba formada por pequeñas cavidades poliédricas que recordaban a las celdillas de un panal y a las celdas de los monjes. Por ello, cada cavidad se llamó célula. No supo demostrar lo que estas celdillas significaban como constituyentes de los seres vivos. Lo que estaba observando eran células vegetales muertas con su característica forma poligonal.

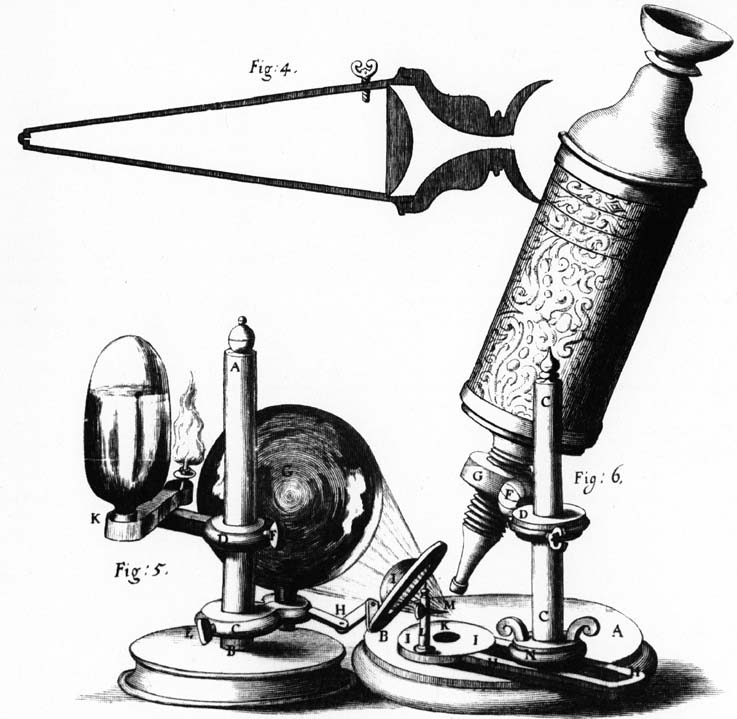
Microscopio usado por Hooke para sus investigaciones.

Durante cuarenta años fue miembro, secretario y bibliotecario de la Real Sociedad de Londres y tenía la obligación de presentar un experimento semanal ante la sociedad.
Además de las observaciones publicadas en Micrographía y de la formulación de la ley de elasticidad, Hooke formuló la teoría del movimiento planetario como un problema de mecánica, y mantuvo continuas disputas con su contemporáneo Isaac Newton respecto a la teoría de la luz y la ley de la gravitación universal.
En 1674, Hooke publicó un tratado en el que afirmaba que el movimiento orbital de la Luna era el resultado de combinar la tendencia de su movimiento a seguir en línea recta, con una única fuerza atractiva ejercida por la Tierra. Escribió a Newton para pedirle su opinión sobre estas ideas, refiriéndose también a la ley del cuadrado inverso (que Newton ya conocía). Esta carta pudo ser el catalizador de algunos de los conceptos rigurosamente definidos, cuya formulación se desencadenó a raíz de que Edmund Halley visitara a Newton en agosto de 1684, y que se plasmaron en la redacción de los Principia. Cuando se publicó el segundo volumen de los tres de los que constaría la obra, Hooke afirmó públicamente que las cartas que había escrito en 1679 ya contenían las ideas posteriormente desarrolladas por Newton, quien se indignó ante estas reivindicaciones, amenazando con no publicar el tercer tomo. Finalmente, publicaría la obra completa, no sin antes eliminar cualquier referencia a Hooke.
También mantuvo una durísima polémica con Newton, que duraría decenios, referida a la teoría de la luz, que Hooke afirmaba haber descrito en su Micrographia.

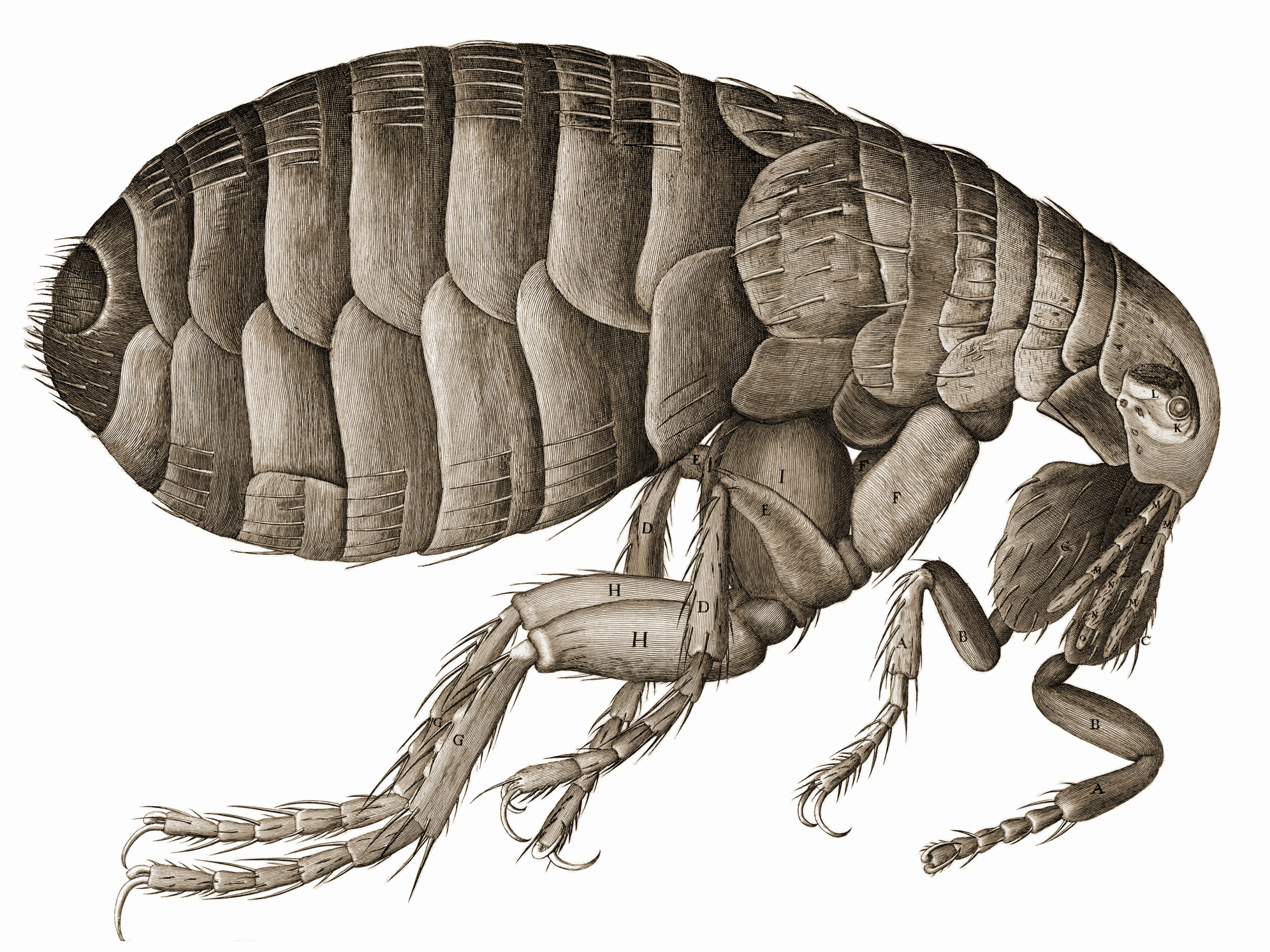
Dibujo de una pulga del libro Micrographia de R. Hooke.

Gracias a sus observaciones realizadas con telescopios de su creación, Hooke descubrió la primera estrella binaria (gamma Arietis), detectó el giro sobre sí mismo del planeta Júpiter e hizo la primera descripción conocida del planeta Urano. Sus observaciones de cometas le llevaron a formular sus ideas sobre la gravitación.
Los inventos mecánicos y el instrumental científico de medida fue, quizás, el campo más prolífico de su creación científica. Junto con Robert Boyle diseñó una bomba de vacío. Como inventor destaca por la invención de la junta o articulación universal, así como del primer barómetro, higrómetro y anemómetro. Fue también el responsable del establecimiento del punto de congelación del agua como referencia fija en el termómetro.
En el campo de la biología descolló por sus ideas preevolucionistas, apuntando a la existencia de infinidad de especies extintas e hizo importantes aportaciones a la fisiología de la respiración.
Hooke fue, sin duda, un erudito y un inventor, pues entre sus múltiples creaciones también figuran el diafragma iris, que regula la apertura de las cámaras fotográficas, y el volante con resorte espiral de los relojrd. Además, formuló la ley de la elasticidad, o ley de Hooke, ecuación con la que hasta nuestros días se calcula la elasticidad de los muelles, y que se extiende al estudio de la elasticidad de los sólidos deformables.

## Hooke como arquitecto

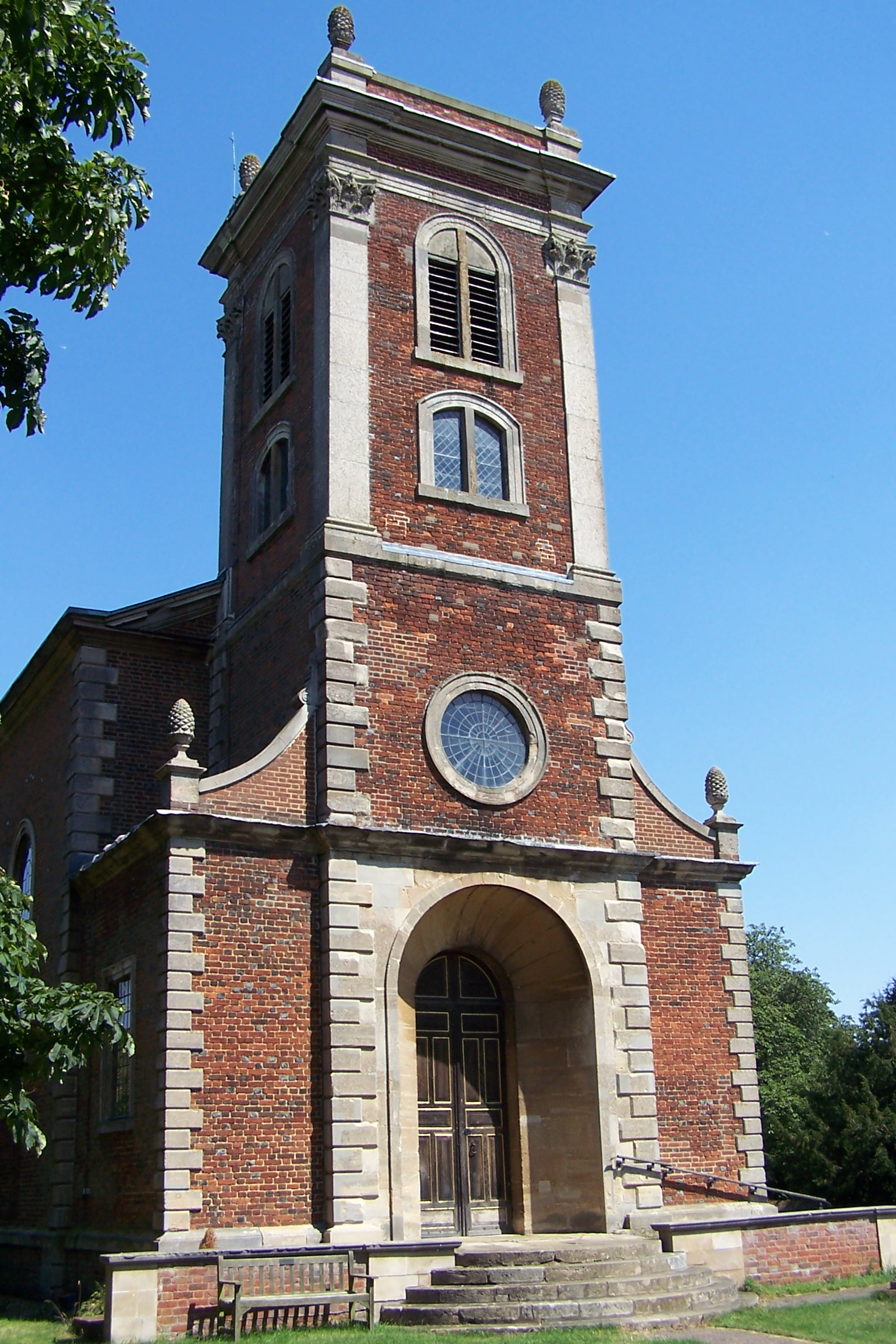
La iglesia de Willen.

Durante su estancia en Londres, después del gran incendio que casi destruyó la ciudad en 1666, realizó la topografía de, aproximadamente, la mitad de las parcelas del concejo, siendo designado inspector de construcciones de la ciudad. Trabajó en estrecha colaboración con su amigo Christopher Wren, colega científico y primer arquitecto de la corona, para reconstruir la capital.
Se encargó de diseñar el Hospital Real de Bethlem, el edificio del Real Colegio de Médicos, Ragley Hall en Warwickshire y la iglesia parroquial en Willen, Milton Keynes.
Las colaboraciones de Hooke con Christopher Wren fueron especialmente fructíferas; destacando el Real Observatorio de Greenwich o el Monumento al Gran Incendio de Londres de 62 metros [203 pies] de altura. Hooke pretendía utilizar el Monumento, la columna aislada de piedra más alta del mundo en el momento de su construcción, para verificar sus teorías sobre la gravedad. También sobresale la Catedral de San Pablo de Londres, cuya cúpula utilizó un método constructivo concebido por Hooke. Otra de las múltiples realizaciones de Hooke es la Casa Montagu.

## Retratos
No existen retratos autenticados de Robert Hooke, algo atribuido muchas veces al odio entre Hooke e Isaac Newton.
En tiempos de Hooke, la Royal Society se reunía en el Gresham College, pero a los pocos meses de la muerte de Hooke, Newton fue nombrado presidente de la Sociedad y se trazaron planes para un nuevo punto de encuentro. Cuando se hizo el cambio de ubicación unos pocos años más tarde, en 1700, el retrato de Hooke de la Royal Society ya había desaparecido, y aún no se ha encontrado.[cita requerida]
La revista Time publicó, en la edición del 3 de julio de 1939, un retrato que era supuestamente de Hooke. Sin embargo, cuando Ashley Montagu investigó la fuente, descubrió que no se podía verificar que el personaje retratado fuese Hooke. Además, Montagu encontró varias descripciones de la fisonomía de Hooke que coincidían entre sí, pero que no coincidían con la foto de Time.
En el 2003, la historiadora Lisa Jardine anunció que había descubierto un retrato de Hooke, pero esta afirmación fue refutada por William Jensen, de la Universidad de Cincinnati. El retrato identificado por Jardine es, en realidad, de Jan Baptist van Helmont.
Otras posibles imágenes de Hooke son las siguientes:
- Un sello utilizado por Hooke muestra un retrato de perfil poco común de la cabeza de un hombre que, según algunos han afirmado, retrata a Hooke.
- El grabado que aparece en el frontispicio de la edición de 1728 de la Enciclopedia Chambers muestra un dibujo del busto de Robert Hooke.[54] No hay información que indique que está basado en uns imagen real de Hooke.
- Existía un ventanal en Londres con la imagen de Hooke, pero ésta no estaba hecha a su semejanza.[55] La ventana fue destruida en el atentado de Bishopsgate de 1993.

En el 2003, la pintora de historia Rita Greer se embarcó en un proyecto autofinanciado en memoria de Hooke, The Rita Greer Robert Hooke Project, destinado a producir imágenes creíbles de él, tanto pintadas como dibujadas, adaptando descripciones contemporáneas a Hooke procedentes de dos fuentes: John Aubrey y Richard Waller. Las imágenes realizadas por Rita Greer de Hooke se han utilizado en programas de televisión en el Reino Unido y en los Estados Unidos, así como en libros y revistas.

## Eponimia
- La ley de Hooke, que explica el comportamiento elástico lineal de los cuerpos elásticos.
- El cráter lunar Hooke lleva este nombre en su honor.[56]
- Asimismo, el cráter marciano Hooke lleva este nombre en su memoria.[57]
- El asteroide (3514) Hooke también conmemora su nombre.[58]